# Sobrevivientes del amor
Sobrevivientes del amor es el nombre de un álbum de estudio grabado por el cantautor canario Braulio. Fue lanzado al mercado bajo el sello discográfico CBS Discos en 1990. El álbum fue producido por el propio artista junto a Rey Sánchez y Ed Smart además contiene 9 canciones de su propia autoría.

## Lista de canciones
Todas las canciones escritas y compuestas por Braulio García. 
| Sobrevivientes del amor |                              |                |          |  |
| N.º                     | Título                       | Escritor(es)   | Duración |  |
| 1.                      | «El tribunal del amor»       | Braulio García | 5:17     |  |
| 2.                      | «Navegar en tí»              | Braulio García | 4:42     |  |
| 3.                      | «Cómo cualquier jardinero»   | Braulio García | 4:20     |  |
| 4.                      | «La reina de la casa»        | Braulio García | 4:43     |  |
| 5.                      | «Borrón y cuenta nueva»      | Braulio García | 3:41     |  |
| 6.                      | «El último en saberlo»       | Braulio García | 4:57     |  |
| 7.                      | «Secreto de amor»            | Braulio García | 4:33     |  |
| 8.                      | «La prueba»                  | Braulio García | 4:18     |  |
| 9.                      | «Me amamantaron con boleros» | Braulio García | 4:41     |  |

- Datos: Q24953239